# Conte Verde (transatlantico)
Il Conte Verde fu un transatlantico della Marina mercantile italiana realizzato nei cantieri scozzesi William Beardmore & Co a Dalmuir, nei pressi di Glasgow, per la compagnia di navigazione Lloyd Sabaudo di Genova.

## Caratteristiche
La nave aveva una prua verticale e due alberi. La lunghezza era di 173,78 metri, larghezza di 22,61 metri e una stazza lorda di 18.017 tonnellate. L'apparato di propulsione era costituito da due turbine a vapore a doppio riduttore, collegato a due eliche, e sviluppava una potenza 19.200 cv e una velocità di crociera di 19 nodi, con i gas di scarico dell'apparato motore che sfogavano in due fumaioli.

## Storia
La sua costruzione avvenne nei cantieri navali William Beardmore & Co di Glasgow. Fu varata il 21 ottobre 1922 con il nome di Conte Verde, in onore di Amedeo VI di Savoia, Conte di Savoia e Conte d'Aosta, Moriana e Nizza dal 1383 al 1391.
Con la medesima onomastica, dai cantieri di Glasgow sarebbero state realizzate in breve periodo anche le navi Conte Biancamano, Conte Grande e Conte Rosso. Mentre il Conte Verde e Conte Rosso erano unità similari, il Conte Biancamano ed il Conte Grande, di costruzione successiva, erano più grandi e presentavano varie differenze.
La nave affrontò il viaggio inaugurale da Genova a Buenos Aires il 21 aprile 1923, per essere in seguito trasferita sulla linea Genova-Napoli-New York, partendo per il suo primo viaggio sulla nuova rotta il 13 giugno 1923.
In occasione del campionato mondiale di calcio 1930 disputatosi in Uruguay, imbarcò a bordo la nazionale di calcio del Brasile e tre delle quattro nazionali di calcio europee che parteciparono alla competizione, la Coppa Rimet e i tre arbitri europei che avrebbero diretto le gare di quel torneo, Henri Christophe, Thomas Balvay Jean Langenus che avrebbe diretto in quel torneo quattro gare, tra cui l'incontro tra le nazionali di calcio dell'Uruguay e del Peru che inaugurò lo Stadio del Centenario di Montevideo e la finale tra i padroni di casa e l'Argentina. La nave imbarcò a Genova la nazionale di calcio della Romania, a Villefranche-sur-Mer la nazionale francese, imbarcando insieme alla delegazione francese anche il presidente della FIFA Jules Rimet, a Barcellona venne imbarcata la nazionale del Belgio e a Rio de Janeiro la nazionale del Brasile.
Fra le celebrità che hanno navigato a bordo del Conte Verde ci furono il basso russo Fëdor Ivanovič Šaljapin, la cantante e danzatrice statunitense Joséphine Baker, l'etnologo e orientalista Fosco Maraini, la scrittrice Dacia Maraini. Giovanni Giotta, proprietario del Caffe Trieste, famoso caffè di San Francisco aperto nel 1956, fece parte dell'equipaggio della nave.
Nel 1932 il Lloyd Sabaudo confluì nella nuova Società Italia di Navigazione ed il Conte Verde entrò in servizio per questa società navigando sotto le insegne del Lloyd Triestino che lo destinò alle rotte dell'Estremo Oriente per un collegamento tra Trieste e Shanghai attraverso Suez, Bombay, Colombo, Singapore e Hong Kong. Per il servizio sulla nuova rotta la nave venne sottoposta a lavori di riallestimento con riduzione dei posti, con le cabine di prima classe che potevano ospitare 250 passeggeri, 170 i posti di seconda classe e 220 quelli di terza classe, ampliando così gli spazi.

### Seconda Guerra Mondiale
Allo scoppio della Seconda Guerra Mondiale il Conte Verde si trovava nel porto cinese di Shanghai e lì rimase sotto la "protezione" della Marina giapponese finché, qualche tempo dopo l'8 settembre 1943 successivamente all'armistizio dell'Italia con gli alleati l'equipaggio incendiò la nave per evitarne l'utilizzo da parte dei giapponesi, che però nel luglio 1944 recuperarono lo scafo a scopo di ripararlo. La nave venne colpita e affondata il successivo 8 agosto dalle bombe lanciate da un B-24 americano. I giapponesi recuperarono nuovamente lo scafo rimettendolo in cantiere per le riparazioni dopo averlo riportato a galla, trasformando la nave in una nave trasporto truppe ribattezzandola Kotobuki Maru e trasportandola, nel giugno 1945, a Maizuru nella Prefettura di Kyoto, dove venne nuovamente colpita dai bombardieri americani il 25 luglio.
Lo scafo venne riportato ancora a galla nel 1949 per essere avviato alla demolizione (avvenuta nel 1951).